# خدمات تجارت هند
خدمات تجارت هند (ITS)، به عنوان یک کادر تخصصی برای رسیدگی به امور تجارت بین‌المللی و تجارت هند بر اساس توصیه‌های کمیته ماتور (یک تیم مطالعاتی در زمینه کنترل واردات و صادرات به رهبری سِر اچ. سی ماتور، عضو پارلمان) در سال ۱۹۶۵ تأسیس شد.
در حال حاضر اداره کل تجارت خارجی (DGFT), تحت نظر وزارت بازرگانی، در دست کادری است که قدرت کنترل ITS را دارد. DGFT, سی وهشت دفتر محلی در سراسر هند دارد که نقش مهمی در ترویج تجارت بین‌المللی از طریق تدوین و پیاده‌سازی سیاست‌های خود دارد.
وزارت بازرگانی تحت ریاست وزیر اداره می‌شود که یک منشی ویژه و مشاور مالی، سه منشی دیگر، سیزده دبیر مشترک و مقاماتی در سطح بالا و تعدادی دیگر از افراد ارشد به او کمک می‌کنند. با در نظر داشتن افزایش حجم کار در امور مربوط به سازمان تجارت جهانی (WTO) و موافقت نامه‌های تجاری منطقه ای (RTAs) و موافقت نامه‌های تجارت آزاد (FTAs) و مناطق ویژه اقتصادی (SEZs)، گروه‌های مطالعات مشترک (JSGs) و غیره، در طول سال‌های ۲۰۰۸–۲۰۰۹ به هر یک از مقامات دو پست اختصاص داده شده‌است.

## بخش‌ها
این مرکز به صورت عملکردی به نه بخش زیر تقسیم شده‌است:
1. بخش سیاست گذاری تجارت بین‌المللی
2. تقسیم ارضی تجارت خارجی
3. بخش صادرات محصولات
4. بخش صادرات صنایع
5. بخش صادرات خدمات
6. بخش اقتصادی
7. بخش دولت و خدمات عمومی
8. بخش سرمایه‌گذاری
9. بخش عرضه

## استخدام
استخدام در بخش خدمات تجارت هند، از طریق آزمون‌هایی که توسط UPSC برگزار می‌شود، صورت می‌گیرد. به علاوه کاندیداهای هر بخش از طریق ارتقای شغلی می‌توانند ارتقا پیدا کنند.

## نقش خدمات تجارت هند
مهم‌ترین نقش مقامات ITS به پنج بخش زیر تقسیم می‌شود:
1. تدوین سیاست‌هایی در زمینه تجارت بین‌المللی
2. اجرای سیاست‌های تجاری
3. توسعه صادرات از طریق طرح‌های مختلف
4. مذاکراتی در راستای تجارت بین‌المللی و دیپلماسی تجاری
5. مسئولیت‌های نا متشابه و گروهی

### تدوین سیاست‌ها
مقامات ITS در ایجاد سیاست‌های تجاری بین‌المللی برای هند مشارکت می‌کنند. سیاست تجارت خارجی هند (FTP)، یک سند سیاست گذاری ۵ ساله است که در میانه راه یعنی بعد از دو سال ونیم مورد تجدید نظر قرار گرفته‌است. در نتیجه سیاست تجارت خارجی حال حاضر FTP 2015-20 می‌باشد. این سیاست تجارت خارجی هند یک سند واحد است که تلاش می‌کند یک محیط سیاست گذاری با ثبات و پایدار برای تجارت خارجی در هر دو بخش کالا و خدمات ارائه دهد. هدف آن کمک به بخش‌های مختلف اقتصاد هند برای به دست آوردن رقابت جهانی است.
مقامات خدمات تجارت هند درگیر تدوین و تهیه پیش‌نویس این سیاست‌ها هستند. آن‌ها همچنین بر اساس مسائل تجارت بین‌الملل، اطلاعات کلیدی را از دفاتر میدانی تهیه می‌کنند که نهایتاً برای بررسی سیاست گذاری‌هایشان استفاده می‌شود.
جدا از تدوین سیاست‌های تجاری برای کشور، مقامات ITS در هماهنگی با وزارتخانه‌های دیگر برای داشتن جایگاه در امور تجاری در مجامع بین‌المللی مانند سازمان تجارت جهانی است مشارکت می‌کنند. برای این منظور، در اداره کل تجارت خارجی یک گروه WTO موجود است. به علاوه هماهنگی برای هیئت‌های بازرگانی به منظور مشاوره بین دولت‌ها و دولت مرکزی در زمینه تدوین سیاست تجارت بین‌المللی توسط مقامات ITS مدیریت می‌شود.
اخیراً مطالعه ای توسط فراست و سالیوان انجام گرفت که در آن توصیه شده‌است که نقش مقامات ITS ممکن است در زمینه تدوین سیاست‌ها ی تجاری در آینده افزایش یابد.

### اجرای سیاست‌های تجاری
سیاست تجارت خارجی هند از طریق ۳۸ دفتر میدانی که متعلق به DGFT می‌باشند در کشور اجرا می‌شود، که معمولاً به عنوان مقامات منطقه ای (RAs) شناخته می‌شوند. این دفاتر میدانی توسط مقامات ITS اداره می‌شوند که تجارت بین‌المللی از هند را تسهیل می‌کنند. علاوه بر این بسیاری از مناطق ویژه اقتصادی نیز توسط همین مقامات اداره می‌شود. بر اساس سیاست تجارت خارجی هند، حیطه اجرایی شامل موارد زیر می‌باشد:
- اجرای طرح‌های صادرات از هند - برای صادرات کالا و خدمات
- اجرای طرح‌های ابطال مسئولیت برای صادرات محصولات
- اجرای طرح توسعه صادرات کالاهای سرمایه ای
- طرح بازپرداخت برای کالاهای صادراتی که از کشور خارج نشده‌اند
- سرپرستی کمیته ای برای رسیدگی به شکایات مربوط به کیفیت و اختلافات تجاری - به عنوان داور و مجری قوانین در اختلافات تجاری بین‌المللی
- اقدام به عنوان قدرت شبه قضایی در موارد مربوط به قانون توسعه و تنظیم تجارت خارجی سال ۱۹۹۲.
- رسیدگی به سایر امور مربوط به تجارت بین‌المللی از قبیل صدور مجوز برای تجارت در موارد حساس/هسته ای/دفاعی

### توسعه صادرات از طریق طرح‌های مختلف
مقامات خدمات تجارت هند درگیر توسعه کارآفرینان در زمینه تجارت بین‌المللی از طرق مختلف آموزشی و طرح‌های توسعه ای هستند. طرح‌ها معمولاً به عنوان طرح‌های Niryat Bandhu شناخته می‌شوند که به صورت " دوستان صادرکنندگان" ترجمه می‌شود. این یک بخشی از فشاری است که توسط دولت هند تحت طرح‌های مختلف مانند 'مهارت هند" و "در هند تولید کن" اعمال می‌شود. بر اساس طرح Niryat Bandhu، مقامات ITS فعالیت‌های توسعه ای مختلفی انجام می‌دهند از جمله:
- توسعه بخش‌های آموزش - کتاب، ویدئو و سخنرانی
- آموزش زنده و تعامل با کارآفرینان در زمینه تجارت بین‌المللی
- مشاوره نفر به نفر با کارآفرینان جدید و مقامات ITS
- فعال نگه داشتن کارآفرینان از راه اندازی پروژه تا اولین محموله صادرات
- ارتباط با نهادها و آژانس‌های دولتی مرتبط با صادرات به منظور توسعه آموزش
- مستندسازی درس‌های آموخته شده برای استفاده از کارآفرینان جدید در آینده

علاوه بر این مقامات در سطح میدانی مطالعاتی به منظور تهیه اطلاعاتی برای تدوین سیاست‌ها در آینده در زمینه توسعه صادرات انجام می‌دهند

### تجارت بین‌المللی و دیپلماسی
- انجام مذاکرات سیاست‌های تجاری مذاکرات برای هند در نشست‌های چند جانبه سازمان تجارت جهانی. مقامات ITS به عنوان بخشی از هیئت‌های مختلف از وزارت بازرگانی و همچنین به عنوان بخشی از تیم‌های مذاکره مختلف، هند را در نشت‌های مختلف WTO نمایندگی می‌کنند.
- مقامات ITS نقش کلیدی را در مذاکرات تجاری با کشورهای مختلف بازی می‌کنند. آن‌ها بخش مهمی از تیم مذاکره‌کننده هستند که به نمایندگی از هند در موافقتنامه‌های تجارت آزاد و موافقت نامه‌های تجاری ترجیحی مختلف حضور دارند.

### مسئولیت‌های نامتشابه و گروهی
- مقامات ITS در حال حاضر در اداره ضد دامپینگ به عنوان مأموران بررسی موارد دامپینگ مشغول به کار هستند. آن‌ها پس از تکمیل تحقیقات، وظایف ضد دامپینگ را تحت قوانین سازمان تجارت جهانی پیشنهاد می‌دهند.[۱۳]
- به عنوان رئیس کمیسیون‌های مختلف در مناطق ویژه اقتصادی هند.[۱۴]
- به عنوان مدیران تجارت خارجی در وزارت بازرگانی.[۱۵]
- به عنوان سرپرست فعالیت‌های میدانی به عنوان مجرا بین طرح‌های دولت ایالتی و طرح‌های دولت مرکزی از طریق فعالیت به عنوان مشاوران محلی در مسائل سیاست گذاری

## فرایند شغلی و نقش‌های دیگر مقامات ITS
| ITSنمودار فرایند شغلی مقامات        | |                |
| درجه                                | موقعیت/نقش | سالهای خدمت    |
| Addl مدیر کل تجارت خارجی (سطح js)   | سیاست گذاران در زمینه تجارت بین‌المللی است. سران مناطق. مأموران توسعه در کمیسیون‌های مختلف در مناطق ویژه اقتصادی، | ۱۹ سال         |
| مدیر کل تجارت خارجی - در سطح سرپرست | ارائه اطلاعات برای سیاستگذاری در وزارت بازرگانی و DGFT. سرپرستی دفاتر میدانی مختلف DGFT. مسئولیت‌های مختلف چند جانبه در سازمان‌های بین‌المللی. بخشی از تیم‌های مذاکرات کلیدی تیم در مجامع بین‌المللی در امر تجارت. | ۱۴ سال         |
| مدیر کل مشترک تجارت خارجی           | سمت کارشناس میدانی در دفاتر میدانی DGFT، اجرای سیاست تجارت خارجی هند، فعالیت‌های توسعه صادرات، فراهم کردن اطلاعات برای سیاست گذاری در زمینه تجارت بین‌المللی، تعامل با دولت ایالتی، نهادهای توسعه صادرات، برنامه‌های آموزشی. در وزارت بازرگانی، اقدام به عنوان بازیکنان کلیدی در تیم‌های مذاکره، به عنوان مأمور تحقیق و بررسی ضد دامپینگ و فعالیت در بخش‌های مختلف از وزارت بازرگانی. بخشی از سیاست گذاری اگر در ستاد DGFT سمت داشته باشند. | ۹ تا ۱۴ سال    |
| معاون مدیر کل تجارت خارجی           | سمت کارشناس میدانی در دفاتر میدانی DGFT، اجرای سیاست تجارت خارجی هند، فعالیت‌های توسعه صادرات، فراهم کردن اطلاعات برای سیاست گذاری در زمینه تجارت بین‌المللی، تعامل با دولت ایالتی، نهادهای توسعه صادرات، برنامه‌های آموزشی. در وزارت بازرگانی، اقدام به عنوان بازیکنان کلیدی در تیم‌های مذاکره، به عنوان مأمور تحقیق و بررسی ضد دامپینگ و فعالیت در بخش‌های مختلف از وزارت بازرگانی                                                        | ۴ سال تا ۹ سال |
| دستیار مدیر کل تجارت خارجی          | به صورت آزمایشی، فعالیت‌های آموزشی و مأموریتی در دفاتر میدانی (RAs) |                |